# 德安傑洛冰川
德安傑洛冰川（英語：DeAngelo Glacier），是南極洲的冰川，位於維多利亞地的博克格雷溫克海岸，流經阿德默勒爾蒂山脈，最終在魯格山以南注入莫布雷冰川，美國地質調查局根據測量和該國海軍的空中照片繪入地圖，現時由南極條約體系管理。